# Omenasaari (ö i Birkaland)
Omenasaari är en ö i Finland. Den ligger i sjön Kuhmajärvi och i kommunen Kangasala i den ekonomiska regionen Tammerfors och landskapet Birkaland, i den södra delen av landet, 150 km norr om huvudstaden Helsingfors. Öns area är 0,8 hektar och dess största längd är 140 meter i nord-sydlig riktning.